# Mirosternus dubiosus
Mirosternus dubiosus är en skalbaggsart som beskrevs av Perkins 1910. Mirosternus dubiosus ingår i släktet Mirosternus och familjen trägnagare. Inga underarter finns listade i Catalogue of Life.